# Aichtal mit angrenzenden Gebieten
Das Landschaftsschutzgebiet Aichtal mit angrenzenden Gebieten ist ein mit Verordnung der Unteren Naturschutzbehörde beim Landratsamt Esslingen vom 10. Januar 1985 ausgewiesenes Landschaftsschutzgebiet (LSG-Nummer 1.16.066) auf dem Gebiet der Städte Aichtal und Nürtingen. 

## Lage und Beschreibung
Das 536 Hektar große Gebiet besteht aus drei Teilflächen und liegt im Tal der Aich zwischen dem Nürtinger Stadtteil Hardt und der Kreisgrenze zum Landkreis Böblingen bei der Burkhardtsmühle und gehört zu den Naturräumen Schönbuch und Glemswald und Filder. 

## Schutzzweck
Wesentlicher Schutzzweck ist gemäß Schutzgebietsverordnung die Erhaltung als Naherholungsgebiet in seinem Erholungswert sowie in seinem landschaftlichen Reiz für die Allgemeinheit, die Erhaltung der Vielfalt und natürlichen Eigenart dieser Landschaft, insbesondere die Erhaltung der landschaftsprägenden Bachläufe, Wiesenauen, Hecken, Streuobstgebiete und Trockenrasenflächen sowie die Erhaltung von Freiräumen im Verdichtungsraum als natürlicher Lebensraum für Pflanzen und Tiere.